# Riverside Avenue Bridge
Le Riverside Avenue Bridge est un pont routier américain à Hoquiam, dans l'État de Washington. Ce pont levant de 1970 permet à l'U.S. Route 101 de franchir l'Hoquiam River.